# Juan Vargas (político estadounidense)
Juan Carlos Vargas (7 de marzo de 1961) es un empresario y político estadounidense del Condado de San Diego, representante al Congreso de los Estados Unidos de América por California  desde 2013 por el 51.º distrito congresional de California hasta el 2023, representando actualmente al 52.º distrito congresional de California.
Vargas ha sido miembro del partido Demócrata, senador estatal y asambleísta, representando al 79.º distrito, de California.

## Educación
Juan Vargas nació en un rancho avícola  en National City, ciudad del sur del estado de California, donde creció en el seno de una familia económicamente pobre. Es el tercero de diez hijos de Tomás y Celina Vargas, quienes inmigraron a los Estados Unidos desde México en los años 1940, como parte del programa de braceros entonces vigente. Vargas se graduó magna cum laude con un BA de Universidad de San Diego y obtuvo una maestría en Humanidades en la Universidad de San Diego en la ciudad de Nueva York.
Después de sus estudios universitarios, Vargas se incorporó al noviciado jesuita en Santa Bárbara. Trabajó  en un orfanatorio durante la guerra civil en El Salvador. Al dejar la orden jesuítica, Vargas estudió y se graduó como licenciado en derecho en 1991 en la  Escuela de Leyes de Harvard.

## Carrera política

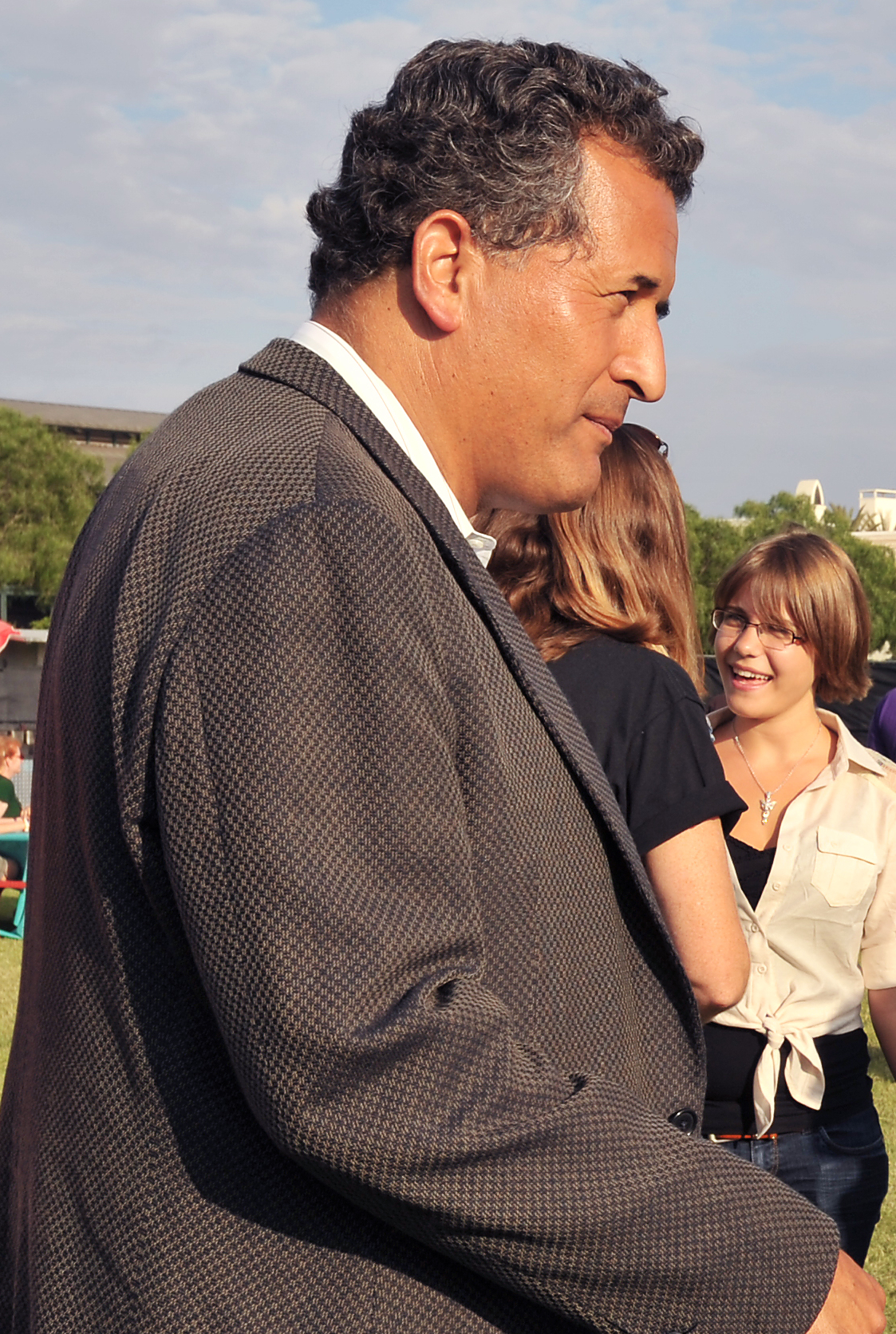
Vargas en 2012

- 1992 elección al congreso local. Intenta su primera elección y fracasa.
- 1996 elección al congreso. En 1996, vuelve a intentar ser electo al congreso californiano y triunfa.[5][6]
- Asamblea estatal de California (2000–2007).[7]
- Senado estatal de California (2010–2013).[8]
- Cámara de Representantes de EE. UU. (2012–presente).[9][10]

## Vida personal
Él y su mujer, Adrienne, viven en el área de Cerro Dorado de San Diego y tienen dos hijas, Rosa Celina y Helena Jeanne. Durante el conflicto armado de 1999 en Kosovo, Vargas acogió a una familia de refugiados kosovar en su casa durante casi dos años.